# Barbora Štefková
Barbora Štefková (Olomouc, 4 aprile 1995) è un'ex tennista ceca.

## Statistiche WTA

### Doppio

#### Sconfitte (1)
| Legenda               |
| --------------------- |
| Grande Slam (0)       |
| Argenti Olimpici (0)  |
| WTA Finals (0)        |
| Premier Mandatory (0) |
| Premier 5 (0)         |
| Premier (0)           |
| International (1)     |

| N. | Data           | Torneo                 | Superficie | Compagna       | Avversarie in finale                       | Punteggio        |
| 1. | 24 giugno 2018 | Mallorca Open, Maiorca | Erba       | Lucie Šafářová | Andreja Klepač María José Martínez Sánchez | 1-6, 6-3, [3-10] |

## Circuito WTA 125

### Doppio

#### Sconfitte (2)
| N. | Data            | Torneo                        | Superficie  | Compagna              | Avversarie in finale                   | Punteggio   |
| 1. | 10 giugno 2018  | Croatian Bol Ladies Open, Bol | Terra rossa | Sílvia Soler Espinosa | Mariana Duque Mariño Wang Yafan        | 3-6, 5-7    |
| 2. | 4 novembre 2018 | WTA Mumbai Open, Mumbai       | Cemento     | Bibiane Schoofs       | Natela Dzalamidze Veronika Kudermetova | 4-6, 6(4)-7 |